# Gosen
Gosen (jap. 五泉市 Gosen-shi) – miasto  w Japonii w prefekturze Niigata, na wyspie Honsiu, nad rzeką Agano.

## Położenie
Miasto leży w środkowej części prefektury nad  rzeką Agano. Miasto graniczy z:
- Sanjō
- Agano
- Kamo
- Niigata

## Historia
Miasto utworzono 3 listopada 1954 roku.

## Transport

### Kolejowy
W mieście znajdują się stacje kolejowe, główna to Gosen, na linii JR Zachodnie-Banetsu.

### Drogowy
- Autostrada Ban'etsu
- Droga krajowa nr 290.